# Угнівенка тема
Те́ма Угніве́нка — тема в шаховій композиції кооперативного жанру. Суть теми — чорні на першому ході оголошують білому королю шах та одночасно блокують поле біля свого короля, а білі, захищаючись від шаха, закривають свого короля, але зв'язують свою білу фігуру. На другому ході інша чорна фігура розв'язує цю білу фігуру та одночасно здійснює перекриття, а розв'язана біла фігура оголошує мат.

## Історія
Цю ідею запропонував у 2010 році український проблеміст Олексій Мефодійович Угнівенко (18.11.1940 — 09.11.2021), який проживав у місті Волноваха Донецької області.
Перший хід чорної фігури несе відразу два тактичні (стратегічні) моменти — оголошення шаха білому королю та блокування поля біля чорного короля, в ході білої — перекриття і зв'язування своєї фігури. На другому ході друга чорна фігура також повинна нести два тактичні нюанси — розв'язати білу фігуру та здійснити перекриття своєї чорної фігури.
Ідея дістала назву від імені відкривача — тема Угнівенка.
Ця ідея дещо подібна до теми Чорноуса, але є суттєві відмінності. У грі однієї фази беруть участь дві тематичні чорні фігури і кожен їхній хід і один хід білої фігури несе, як мінімум, по два тактичні (стратегічні) моменти, а в темі Чорноуса — в грі лише одна чорна тематична фігура і проходить лише по одному тактичному моменту при тематичному ході чорної і білої фігури. Чорна фігура, яка робила перший тематичний хід, наступним блокує поле біля свого короля і розв'язує тематичну білу фігуру.
|   | a                                                                                                   | b                                                                                                   | c                                                                                                   | d                                                                                                   | e                                                                                                   | f                                                                                                   | g                                                                                                   | h                                                                                                   |   |
| 8 | e8 чорний король · c6 білий кінь · d5 чорний слон · f3 чорна тура · g3 білий кінь · h1 білий король | e8 чорний король · c6 білий кінь · d5 чорний слон · f3 чорна тура · g3 білий кінь · h1 білий король | e8 чорний король · c6 білий кінь · d5 чорний слон · f3 чорна тура · g3 білий кінь · h1 білий король | e8 чорний король · c6 білий кінь · d5 чорний слон · f3 чорна тура · g3 білий кінь · h1 білий король | e8 чорний король · c6 білий кінь · d5 чорний слон · f3 чорна тура · g3 білий кінь · h1 білий король | e8 чорний король · c6 білий кінь · d5 чорний слон · f3 чорна тура · g3 білий кінь · h1 білий король | e8 чорний король · c6 білий кінь · d5 чорний слон · f3 чорна тура · g3 білий кінь · h1 білий король | e8 чорний король · c6 білий кінь · d5 чорний слон · f3 чорна тура · g3 білий кінь · h1 білий король | 8 |
| 7 | e8 чорний король · c6 білий кінь · d5 чорний слон · f3 чорна тура · g3 білий кінь · h1 білий король | e8 чорний король · c6 білий кінь · d5 чорний слон · f3 чорна тура · g3 білий кінь · h1 білий король | e8 чорний король · c6 білий кінь · d5 чорний слон · f3 чорна тура · g3 білий кінь · h1 білий король | e8 чорний король · c6 білий кінь · d5 чорний слон · f3 чорна тура · g3 білий кінь · h1 білий король | e8 чорний король · c6 білий кінь · d5 чорний слон · f3 чорна тура · g3 білий кінь · h1 білий король | e8 чорний король · c6 білий кінь · d5 чорний слон · f3 чорна тура · g3 білий кінь · h1 білий король | e8 чорний король · c6 білий кінь · d5 чорний слон · f3 чорна тура · g3 білий кінь · h1 білий король | e8 чорний король · c6 білий кінь · d5 чорний слон · f3 чорна тура · g3 білий кінь · h1 білий король | 7 |
| 6 | e8 чорний король · c6 білий кінь · d5 чорний слон · f3 чорна тура · g3 білий кінь · h1 білий король | e8 чорний король · c6 білий кінь · d5 чорний слон · f3 чорна тура · g3 білий кінь · h1 білий король | e8 чорний король · c6 білий кінь · d5 чорний слон · f3 чорна тура · g3 білий кінь · h1 білий король | e8 чорний король · c6 білий кінь · d5 чорний слон · f3 чорна тура · g3 білий кінь · h1 білий король | e8 чорний король · c6 білий кінь · d5 чорний слон · f3 чорна тура · g3 білий кінь · h1 білий король | e8 чорний король · c6 білий кінь · d5 чорний слон · f3 чорна тура · g3 білий кінь · h1 білий король | e8 чорний король · c6 білий кінь · d5 чорний слон · f3 чорна тура · g3 білий кінь · h1 білий король | e8 чорний король · c6 білий кінь · d5 чорний слон · f3 чорна тура · g3 білий кінь · h1 білий король | 6 |
| 5 | e8 чорний король · c6 білий кінь · d5 чорний слон · f3 чорна тура · g3 білий кінь · h1 білий король | e8 чорний король · c6 білий кінь · d5 чорний слон · f3 чорна тура · g3 білий кінь · h1 білий король | e8 чорний король · c6 білий кінь · d5 чорний слон · f3 чорна тура · g3 білий кінь · h1 білий король | e8 чорний король · c6 білий кінь · d5 чорний слон · f3 чорна тура · g3 білий кінь · h1 білий король | e8 чорний король · c6 білий кінь · d5 чорний слон · f3 чорна тура · g3 білий кінь · h1 білий король | e8 чорний король · c6 білий кінь · d5 чорний слон · f3 чорна тура · g3 білий кінь · h1 білий король | e8 чорний король · c6 білий кінь · d5 чорний слон · f3 чорна тура · g3 білий кінь · h1 білий король | e8 чорний король · c6 білий кінь · d5 чорний слон · f3 чорна тура · g3 білий кінь · h1 білий король | 5 |
| 4 | e8 чорний король · c6 білий кінь · d5 чорний слон · f3 чорна тура · g3 білий кінь · h1 білий король | e8 чорний король · c6 білий кінь · d5 чорний слон · f3 чорна тура · g3 білий кінь · h1 білий король | e8 чорний король · c6 білий кінь · d5 чорний слон · f3 чорна тура · g3 білий кінь · h1 білий король | e8 чорний король · c6 білий кінь · d5 чорний слон · f3 чорна тура · g3 білий кінь · h1 білий король | e8 чорний король · c6 білий кінь · d5 чорний слон · f3 чорна тура · g3 білий кінь · h1 білий король | e8 чорний король · c6 білий кінь · d5 чорний слон · f3 чорна тура · g3 білий кінь · h1 білий король | e8 чорний король · c6 білий кінь · d5 чорний слон · f3 чорна тура · g3 білий кінь · h1 білий король | e8 чорний король · c6 білий кінь · d5 чорний слон · f3 чорна тура · g3 білий кінь · h1 білий король | 4 |
| 3 | e8 чорний король · c6 білий кінь · d5 чорний слон · f3 чорна тура · g3 білий кінь · h1 білий король | e8 чорний король · c6 білий кінь · d5 чорний слон · f3 чорна тура · g3 білий кінь · h1 білий король | e8 чорний король · c6 білий кінь · d5 чорний слон · f3 чорна тура · g3 білий кінь · h1 білий король | e8 чорний король · c6 білий кінь · d5 чорний слон · f3 чорна тура · g3 білий кінь · h1 білий король | e8 чорний король · c6 білий кінь · d5 чорний слон · f3 чорна тура · g3 білий кінь · h1 білий король | e8 чорний король · c6 білий кінь · d5 чорний слон · f3 чорна тура · g3 білий кінь · h1 білий король | e8 чорний король · c6 білий кінь · d5 чорний слон · f3 чорна тура · g3 білий кінь · h1 білий король | e8 чорний король · c6 білий кінь · d5 чорний слон · f3 чорна тура · g3 білий кінь · h1 білий король | 3 |
| 2 | e8 чорний король · c6 білий кінь · d5 чорний слон · f3 чорна тура · g3 білий кінь · h1 білий король | e8 чорний король · c6 білий кінь · d5 чорний слон · f3 чорна тура · g3 білий кінь · h1 білий король | e8 чорний король · c6 білий кінь · d5 чорний слон · f3 чорна тура · g3 білий кінь · h1 білий король | e8 чорний король · c6 білий кінь · d5 чорний слон · f3 чорна тура · g3 білий кінь · h1 білий король | e8 чорний король · c6 білий кінь · d5 чорний слон · f3 чорна тура · g3 білий кінь · h1 білий король | e8 чорний король · c6 білий кінь · d5 чорний слон · f3 чорна тура · g3 білий кінь · h1 білий король | e8 чорний король · c6 білий кінь · d5 чорний слон · f3 чорна тура · g3 білий кінь · h1 білий король | e8 чорний король · c6 білий кінь · d5 чорний слон · f3 чорна тура · g3 білий кінь · h1 білий король | 2 |
| 1 | e8 чорний король · c6 білий кінь · d5 чорний слон · f3 чорна тура · g3 білий кінь · h1 білий король | e8 чорний король · c6 білий кінь · d5 чорний слон · f3 чорна тура · g3 білий кінь · h1 білий король | e8 чорний король · c6 білий кінь · d5 чорний слон · f3 чорна тура · g3 білий кінь · h1 білий король | e8 чорний король · c6 білий кінь · d5 чорний слон · f3 чорна тура · g3 білий кінь · h1 білий король | e8 чорний король · c6 білий кінь · d5 чорний слон · f3 чорна тура · g3 білий кінь · h1 білий король | e8 чорний король · c6 білий кінь · d5 чорний слон · f3 чорна тура · g3 білий кінь · h1 білий король | e8 чорний король · c6 білий кінь · d5 чорний слон · f3 чорна тура · g3 білий кінь · h1 білий король | e8 чорний король · c6 білий кінь · d5 чорний слон · f3 чорна тура · g3 білий кінь · h1 білий король | 1 |
|   | a                                                                                                   | b                                                                                                   | c                                                                                                   | d                                                                                                   | e                                                                                                   | f                                                                                                   | g                                                                                                   | h                                                                                                   |   |

FEN: 4k3/8/2N5/3b4/8/5rN1/8/7K
b) e8 → a4

a) 1.Rf8+ Se4 2.Bf7 Sf6# (MM)

b) 1.Ra3+ Se4 2.Bb3 Sc3# (MM)
Після вступного ходу чорної тури оголошено білим шах і заблокувалося поле біля чорного короля (пройшло два стратегічних моменти), у відповідь білий кінь перекриває лінію оголошення шаху і зв'язується (пройшло два стратегічних моменти), наступним ходом чорний слон своїм ходом розв'язує білого коня і перекриває туру (знову пройшло два стратегічних моменти). Розв'язаний білий оголошує мат. 

## В синтезі з іншими ідеями
|   | a | b | c | d | e | f | g | h |   |
| 8 | e8 чорний король · c7 біла тура · d7 чорний слон · f7 чорний пішак · b6 білий король · c6 чорний кінь · h6 чорний ферзь · c5 чорний кінь · d5 чорний пішак · a4 білий слон · b4 чорний пішак · b3 чорний пішак | e8 чорний король · c7 біла тура · d7 чорний слон · f7 чорний пішак · b6 білий король · c6 чорний кінь · h6 чорний ферзь · c5 чорний кінь · d5 чорний пішак · a4 білий слон · b4 чорний пішак · b3 чорний пішак | e8 чорний король · c7 біла тура · d7 чорний слон · f7 чорний пішак · b6 білий король · c6 чорний кінь · h6 чорний ферзь · c5 чорний кінь · d5 чорний пішак · a4 білий слон · b4 чорний пішак · b3 чорний пішак | e8 чорний король · c7 біла тура · d7 чорний слон · f7 чорний пішак · b6 білий король · c6 чорний кінь · h6 чорний ферзь · c5 чорний кінь · d5 чорний пішак · a4 білий слон · b4 чорний пішак · b3 чорний пішак | e8 чорний король · c7 біла тура · d7 чорний слон · f7 чорний пішак · b6 білий король · c6 чорний кінь · h6 чорний ферзь · c5 чорний кінь · d5 чорний пішак · a4 білий слон · b4 чорний пішак · b3 чорний пішак | e8 чорний король · c7 біла тура · d7 чорний слон · f7 чорний пішак · b6 білий король · c6 чорний кінь · h6 чорний ферзь · c5 чорний кінь · d5 чорний пішак · a4 білий слон · b4 чорний пішак · b3 чорний пішак | e8 чорний король · c7 біла тура · d7 чорний слон · f7 чорний пішак · b6 білий король · c6 чорний кінь · h6 чорний ферзь · c5 чорний кінь · d5 чорний пішак · a4 білий слон · b4 чорний пішак · b3 чорний пішак | e8 чорний король · c7 біла тура · d7 чорний слон · f7 чорний пішак · b6 білий король · c6 чорний кінь · h6 чорний ферзь · c5 чорний кінь · d5 чорний пішак · a4 білий слон · b4 чорний пішак · b3 чорний пішак | 8 |
| 7 | e8 чорний король · c7 біла тура · d7 чорний слон · f7 чорний пішак · b6 білий король · c6 чорний кінь · h6 чорний ферзь · c5 чорний кінь · d5 чорний пішак · a4 білий слон · b4 чорний пішак · b3 чорний пішак | e8 чорний король · c7 біла тура · d7 чорний слон · f7 чорний пішак · b6 білий король · c6 чорний кінь · h6 чорний ферзь · c5 чорний кінь · d5 чорний пішак · a4 білий слон · b4 чорний пішак · b3 чорний пішак | e8 чорний король · c7 біла тура · d7 чорний слон · f7 чорний пішак · b6 білий король · c6 чорний кінь · h6 чорний ферзь · c5 чорний кінь · d5 чорний пішак · a4 білий слон · b4 чорний пішак · b3 чорний пішак | e8 чорний король · c7 біла тура · d7 чорний слон · f7 чорний пішак · b6 білий король · c6 чорний кінь · h6 чорний ферзь · c5 чорний кінь · d5 чорний пішак · a4 білий слон · b4 чорний пішак · b3 чорний пішак | e8 чорний король · c7 біла тура · d7 чорний слон · f7 чорний пішак · b6 білий король · c6 чорний кінь · h6 чорний ферзь · c5 чорний кінь · d5 чорний пішак · a4 білий слон · b4 чорний пішак · b3 чорний пішак | e8 чорний король · c7 біла тура · d7 чорний слон · f7 чорний пішак · b6 білий король · c6 чорний кінь · h6 чорний ферзь · c5 чорний кінь · d5 чорний пішак · a4 білий слон · b4 чорний пішак · b3 чорний пішак | e8 чорний король · c7 біла тура · d7 чорний слон · f7 чорний пішак · b6 білий король · c6 чорний кінь · h6 чорний ферзь · c5 чорний кінь · d5 чорний пішак · a4 білий слон · b4 чорний пішак · b3 чорний пішак | e8 чорний король · c7 біла тура · d7 чорний слон · f7 чорний пішак · b6 білий король · c6 чорний кінь · h6 чорний ферзь · c5 чорний кінь · d5 чорний пішак · a4 білий слон · b4 чорний пішак · b3 чорний пішак | 7 |
| 6 | e8 чорний король · c7 біла тура · d7 чорний слон · f7 чорний пішак · b6 білий король · c6 чорний кінь · h6 чорний ферзь · c5 чорний кінь · d5 чорний пішак · a4 білий слон · b4 чорний пішак · b3 чорний пішак | e8 чорний король · c7 біла тура · d7 чорний слон · f7 чорний пішак · b6 білий король · c6 чорний кінь · h6 чорний ферзь · c5 чорний кінь · d5 чорний пішак · a4 білий слон · b4 чорний пішак · b3 чорний пішак | e8 чорний король · c7 біла тура · d7 чорний слон · f7 чорний пішак · b6 білий король · c6 чорний кінь · h6 чорний ферзь · c5 чорний кінь · d5 чорний пішак · a4 білий слон · b4 чорний пішак · b3 чорний пішак | e8 чорний король · c7 біла тура · d7 чорний слон · f7 чорний пішак · b6 білий король · c6 чорний кінь · h6 чорний ферзь · c5 чорний кінь · d5 чорний пішак · a4 білий слон · b4 чорний пішак · b3 чорний пішак | e8 чорний король · c7 біла тура · d7 чорний слон · f7 чорний пішак · b6 білий король · c6 чорний кінь · h6 чорний ферзь · c5 чорний кінь · d5 чорний пішак · a4 білий слон · b4 чорний пішак · b3 чорний пішак | e8 чорний король · c7 біла тура · d7 чорний слон · f7 чорний пішак · b6 білий король · c6 чорний кінь · h6 чорний ферзь · c5 чорний кінь · d5 чорний пішак · a4 білий слон · b4 чорний пішак · b3 чорний пішак | e8 чорний король · c7 біла тура · d7 чорний слон · f7 чорний пішак · b6 білий король · c6 чорний кінь · h6 чорний ферзь · c5 чорний кінь · d5 чорний пішак · a4 білий слон · b4 чорний пішак · b3 чорний пішак | e8 чорний король · c7 біла тура · d7 чорний слон · f7 чорний пішак · b6 білий король · c6 чорний кінь · h6 чорний ферзь · c5 чорний кінь · d5 чорний пішак · a4 білий слон · b4 чорний пішак · b3 чорний пішак | 6 |
| 5 | e8 чорний король · c7 біла тура · d7 чорний слон · f7 чорний пішак · b6 білий король · c6 чорний кінь · h6 чорний ферзь · c5 чорний кінь · d5 чорний пішак · a4 білий слон · b4 чорний пішак · b3 чорний пішак | e8 чорний король · c7 біла тура · d7 чорний слон · f7 чорний пішак · b6 білий король · c6 чорний кінь · h6 чорний ферзь · c5 чорний кінь · d5 чорний пішак · a4 білий слон · b4 чорний пішак · b3 чорний пішак | e8 чорний король · c7 біла тура · d7 чорний слон · f7 чорний пішак · b6 білий король · c6 чорний кінь · h6 чорний ферзь · c5 чорний кінь · d5 чорний пішак · a4 білий слон · b4 чорний пішак · b3 чорний пішак | e8 чорний король · c7 біла тура · d7 чорний слон · f7 чорний пішак · b6 білий король · c6 чорний кінь · h6 чорний ферзь · c5 чорний кінь · d5 чорний пішак · a4 білий слон · b4 чорний пішак · b3 чорний пішак | e8 чорний король · c7 біла тура · d7 чорний слон · f7 чорний пішак · b6 білий король · c6 чорний кінь · h6 чорний ферзь · c5 чорний кінь · d5 чорний пішак · a4 білий слон · b4 чорний пішак · b3 чорний пішак | e8 чорний король · c7 біла тура · d7 чорний слон · f7 чорний пішак · b6 білий король · c6 чорний кінь · h6 чорний ферзь · c5 чорний кінь · d5 чорний пішак · a4 білий слон · b4 чорний пішак · b3 чорний пішак | e8 чорний король · c7 біла тура · d7 чорний слон · f7 чорний пішак · b6 білий король · c6 чорний кінь · h6 чорний ферзь · c5 чорний кінь · d5 чорний пішак · a4 білий слон · b4 чорний пішак · b3 чорний пішак | e8 чорний король · c7 біла тура · d7 чорний слон · f7 чорний пішак · b6 білий король · c6 чорний кінь · h6 чорний ферзь · c5 чорний кінь · d5 чорний пішак · a4 білий слон · b4 чорний пішак · b3 чорний пішак | 5 |
| 4 | e8 чорний король · c7 біла тура · d7 чорний слон · f7 чорний пішак · b6 білий король · c6 чорний кінь · h6 чорний ферзь · c5 чорний кінь · d5 чорний пішак · a4 білий слон · b4 чорний пішак · b3 чорний пішак | e8 чорний король · c7 біла тура · d7 чорний слон · f7 чорний пішак · b6 білий король · c6 чорний кінь · h6 чорний ферзь · c5 чорний кінь · d5 чорний пішак · a4 білий слон · b4 чорний пішак · b3 чорний пішак | e8 чорний король · c7 біла тура · d7 чорний слон · f7 чорний пішак · b6 білий король · c6 чорний кінь · h6 чорний ферзь · c5 чорний кінь · d5 чорний пішак · a4 білий слон · b4 чорний пішак · b3 чорний пішак | e8 чорний король · c7 біла тура · d7 чорний слон · f7 чорний пішак · b6 білий король · c6 чорний кінь · h6 чорний ферзь · c5 чорний кінь · d5 чорний пішак · a4 білий слон · b4 чорний пішак · b3 чорний пішак | e8 чорний король · c7 біла тура · d7 чорний слон · f7 чорний пішак · b6 білий король · c6 чорний кінь · h6 чорний ферзь · c5 чорний кінь · d5 чорний пішак · a4 білий слон · b4 чорний пішак · b3 чорний пішак | e8 чорний король · c7 біла тура · d7 чорний слон · f7 чорний пішак · b6 білий король · c6 чорний кінь · h6 чорний ферзь · c5 чорний кінь · d5 чорний пішак · a4 білий слон · b4 чорний пішак · b3 чорний пішак | e8 чорний король · c7 біла тура · d7 чорний слон · f7 чорний пішак · b6 білий король · c6 чорний кінь · h6 чорний ферзь · c5 чорний кінь · d5 чорний пішак · a4 білий слон · b4 чорний пішак · b3 чорний пішак | e8 чорний король · c7 біла тура · d7 чорний слон · f7 чорний пішак · b6 білий король · c6 чорний кінь · h6 чорний ферзь · c5 чорний кінь · d5 чорний пішак · a4 білий слон · b4 чорний пішак · b3 чорний пішак | 4 |
| 3 | e8 чорний король · c7 біла тура · d7 чорний слон · f7 чорний пішак · b6 білий король · c6 чорний кінь · h6 чорний ферзь · c5 чорний кінь · d5 чорний пішак · a4 білий слон · b4 чорний пішак · b3 чорний пішак | e8 чорний король · c7 біла тура · d7 чорний слон · f7 чорний пішак · b6 білий король · c6 чорний кінь · h6 чорний ферзь · c5 чорний кінь · d5 чорний пішак · a4 білий слон · b4 чорний пішак · b3 чорний пішак | e8 чорний король · c7 біла тура · d7 чорний слон · f7 чорний пішак · b6 білий король · c6 чорний кінь · h6 чорний ферзь · c5 чорний кінь · d5 чорний пішак · a4 білий слон · b4 чорний пішак · b3 чорний пішак | e8 чорний король · c7 біла тура · d7 чорний слон · f7 чорний пішак · b6 білий король · c6 чорний кінь · h6 чорний ферзь · c5 чорний кінь · d5 чорний пішак · a4 білий слон · b4 чорний пішак · b3 чорний пішак | e8 чорний король · c7 біла тура · d7 чорний слон · f7 чорний пішак · b6 білий король · c6 чорний кінь · h6 чорний ферзь · c5 чорний кінь · d5 чорний пішак · a4 білий слон · b4 чорний пішак · b3 чорний пішак | e8 чорний король · c7 біла тура · d7 чорний слон · f7 чорний пішак · b6 білий король · c6 чорний кінь · h6 чорний ферзь · c5 чорний кінь · d5 чорний пішак · a4 білий слон · b4 чорний пішак · b3 чорний пішак | e8 чорний король · c7 біла тура · d7 чорний слон · f7 чорний пішак · b6 білий король · c6 чорний кінь · h6 чорний ферзь · c5 чорний кінь · d5 чорний пішак · a4 білий слон · b4 чорний пішак · b3 чорний пішак | e8 чорний король · c7 біла тура · d7 чорний слон · f7 чорний пішак · b6 білий король · c6 чорний кінь · h6 чорний ферзь · c5 чорний кінь · d5 чорний пішак · a4 білий слон · b4 чорний пішак · b3 чорний пішак | 3 |
| 2 | e8 чорний король · c7 біла тура · d7 чорний слон · f7 чорний пішак · b6 білий король · c6 чорний кінь · h6 чорний ферзь · c5 чорний кінь · d5 чорний пішак · a4 білий слон · b4 чорний пішак · b3 чорний пішак | e8 чорний король · c7 біла тура · d7 чорний слон · f7 чорний пішак · b6 білий король · c6 чорний кінь · h6 чорний ферзь · c5 чорний кінь · d5 чорний пішак · a4 білий слон · b4 чорний пішак · b3 чорний пішак | e8 чорний король · c7 біла тура · d7 чорний слон · f7 чорний пішак · b6 білий король · c6 чорний кінь · h6 чорний ферзь · c5 чорний кінь · d5 чорний пішак · a4 білий слон · b4 чорний пішак · b3 чорний пішак | e8 чорний король · c7 біла тура · d7 чорний слон · f7 чорний пішак · b6 білий король · c6 чорний кінь · h6 чорний ферзь · c5 чорний кінь · d5 чорний пішак · a4 білий слон · b4 чорний пішак · b3 чорний пішак | e8 чорний король · c7 біла тура · d7 чорний слон · f7 чорний пішак · b6 білий король · c6 чорний кінь · h6 чорний ферзь · c5 чорний кінь · d5 чорний пішак · a4 білий слон · b4 чорний пішак · b3 чорний пішак | e8 чорний король · c7 біла тура · d7 чорний слон · f7 чорний пішак · b6 білий король · c6 чорний кінь · h6 чорний ферзь · c5 чорний кінь · d5 чорний пішак · a4 білий слон · b4 чорний пішак · b3 чорний пішак | e8 чорний король · c7 біла тура · d7 чорний слон · f7 чорний пішак · b6 білий король · c6 чорний кінь · h6 чорний ферзь · c5 чорний кінь · d5 чорний пішак · a4 білий слон · b4 чорний пішак · b3 чорний пішак | e8 чорний король · c7 біла тура · d7 чорний слон · f7 чорний пішак · b6 білий король · c6 чорний кінь · h6 чорний ферзь · c5 чорний кінь · d5 чорний пішак · a4 білий слон · b4 чорний пішак · b3 чорний пішак | 2 |
| 1 | e8 чорний король · c7 біла тура · d7 чорний слон · f7 чорний пішак · b6 білий король · c6 чорний кінь · h6 чорний ферзь · c5 чорний кінь · d5 чорний пішак · a4 білий слон · b4 чорний пішак · b3 чорний пішак | e8 чорний король · c7 біла тура · d7 чорний слон · f7 чорний пішак · b6 білий король · c6 чорний кінь · h6 чорний ферзь · c5 чорний кінь · d5 чорний пішак · a4 білий слон · b4 чорний пішак · b3 чорний пішак | e8 чорний король · c7 біла тура · d7 чорний слон · f7 чорний пішак · b6 білий король · c6 чорний кінь · h6 чорний ферзь · c5 чорний кінь · d5 чорний пішак · a4 білий слон · b4 чорний пішак · b3 чорний пішак | e8 чорний король · c7 біла тура · d7 чорний слон · f7 чорний пішак · b6 білий король · c6 чорний кінь · h6 чорний ферзь · c5 чорний кінь · d5 чорний пішак · a4 білий слон · b4 чорний пішак · b3 чорний пішак | e8 чорний король · c7 біла тура · d7 чорний слон · f7 чорний пішак · b6 білий король · c6 чорний кінь · h6 чорний ферзь · c5 чорний кінь · d5 чорний пішак · a4 білий слон · b4 чорний пішак · b3 чорний пішак | e8 чорний король · c7 біла тура · d7 чорний слон · f7 чорний пішак · b6 білий король · c6 чорний кінь · h6 чорний ферзь · c5 чорний кінь · d5 чорний пішак · a4 білий слон · b4 чорний пішак · b3 чорний пішак | e8 чорний король · c7 біла тура · d7 чорний слон · f7 чорний пішак · b6 білий король · c6 чорний кінь · h6 чорний ферзь · c5 чорний кінь · d5 чорний пішак · a4 білий слон · b4 чорний пішак · b3 чорний пішак | e8 чорний король · c7 біла тура · d7 чорний слон · f7 чорний пішак · b6 білий король · c6 чорний кінь · h6 чорний ферзь · c5 чорний кінь · d5 чорний пішак · a4 білий слон · b4 чорний пішак · b3 чорний пішак | 1 |
|   | a | b | c | d | e | f | g | h |   |

FEN: 4k3/2Rb1p2/1Kn4q/2np4/Bp6/1p6/8/8
b) e8 → c4

a) 1.Se7+ Rc6 2.Be6 Rc8# (MM)

b) 1.Sd4+ Bc6 2.Sce6 Bb5#
У вступному ході чорного коня проходить два стратегічних моменти — шах білому королю і блокування поля, відповідь білих з двома стратегічними моментами — перекриття і зв'язування  фігури. Наступний хід чорних також з двома стратегічними моментами — чорний кінь розв'язує білу фігуру і перекриває лінійну чорну, білі використовують розв'язування своєї фігури і оголошують мат. Тема Угнівенка виражена на тлі теми Байтая в механізмі чорної пів-зв'язки. Також проходить подвійний клапан, біла форма  перекриття Грімшоу, зв'язування, розв'язування фігур.